# Комлошу-Маре (комуна)
Комлошу-Маре (рум. Comloșu Mare) — комуна у повіті Тіміш в Румунії. До складу комуни входять такі села (дані про населення за 2002 рік):
- Комлошу-Маре (3351 особа)
- Комлошу-Мік (925 осіб)
- Лунга (530 осіб)

Комуна розташована на відстані 458 км на північний захід від Бухареста, 48 км на захід від Тімішоари.

## Населення
За даними перепису населення 2002 року у комуні проживали 4806 осіб.
Національний склад населення комуни:
| Національність | Кількість осіб | Відсоток |
| -------------- | -------------- | -------- |
| румуни         | 3564           | 74,2%    |
| цигани         | 949            | 19,7%    |
| німці          | 151            | 3,1%     |
| словаки        | 59             | 1,2%     |
| угорці         | 52             | 1,1%     |
| серби          | 15             | 0,3%     |
| українці       | 11             | 0,2%     |
| болгари        | 2              | < 0,1%   |
| турки          | 1              | < 0,1%   |
| євреї          | 1              | < 0,1%   |
| поляки         | 1              | < 0,1%   |

Рідною мовою назвали:
| Мова             | Кількість осіб | Відсоток |
| ---------------- | -------------- | -------- |
| румунська        | 4126           | 85,9%    |
| циганська        | 445            | 9,3%     |
| німецька         | 131            | 2,7%     |
| словацька        | 43             | 0,9%     |
| угорська         | 37             | 0,8%     |
| українська       | 11             | 0,2%     |
| сербська         | 9              | 0,2%     |
| єврейська (їдиш) | 1              | < 0,1%   |
| польська         | 1              | < 0,1%   |

Склад населення комуни за віросповіданням:
| Релігія            | Кількість осіб | Відсоток |
| ------------------ | -------------- | -------- |
| православні        | 3967           | 82,5%    |
| римо-католики      | 328            | 6,8%     |
| п'ятдесятники      | 278            | 5,8%     |
| греко-католики     | 168            | 3,5%     |
| баптисти           | 25             | 0,5%     |
| не релігійні       | 9              | 0,2%     |
| адвентисти         | 7              | 0,1%     |
| реформати          | 4              | 0,1%     |
| унітарії           | 1              | < 0,1%   |
| атеїсти            | 1              | < 0,1%   |
| не вказали релігію | 2              | < 0,1%   |